# Cedar Point (Illinois)
Cedar Point è un villaggio degli Stati Uniti d'America, situato nello Stato dell'Illinois, nella contea di LaSalle.